# Jürgen Schützinger
Jürgen Schützinger (* 29. Mai 1953 in Schwenningen am Neckar; † 22. Februar 2024) war ein deutscher Politiker der Nationaldemokratischen Partei Deutschlands (NPD).

## Ausbildung, Beruf und Familie
Nach Schulabschluss der mittleren Reife trat er 1970 in den Dienst der Polizei des Landes Baden-Württemberg. Wegen seiner Aktivitäten für die NPD wurde er 1982 aufgrund des sogenannten Radikalenerlasses aus dem Staatsdienst entlassen und war dann u. a. als freier Handelsvertreter tätig.
Jürgen Schützinger war verheiratet und Vater von vier Kindern. Während sein Sohn Rudolf (* 1982) ebenfalls in der NPD aktiv ist (u. a. als Bundestagskandidat 2013 im Bundestagswahlkreis Calw), hat sich ein weiterer Sohn Schützingers „politisch klar von seinem Elternhaus distanziert“ und arbeitet seit 2017 bei der Gewerkschaft ver.di im Bezirk Villingen-Schwenningen-Bodensee als Rechtsberater. Schützingers Mutter Liselotte Schützinger (1928–2021) gehörte in den Jahren 1989 bis 1999 und 2004 bis 2009 gemeinsam mit Jürgen Schützinger für die NPD und die Deutsche Liga für Volk und Heimat (DLVH) dem Stadtrat von Villingen-Schwenningen an.

## Partei
Schützinger war bereits von 1978 bis 1991 Landesvorsitzender der NPD Baden-Württemberg. Vom 22. Oktober 2005 bis April 2013 hatte er dieses Amt erneut inne, nachdem der bisherige Landesvorsitzende Günter Deckert von einem Sonderparteitag der NPD Baden-Württemberg abgewählt worden war. Von 1982 bis 1991 war er auch Bundesgeschäftsführer der NPD. Nach der Ablösung des damaligen Bundesvorsitzenden Martin Mußgnug durch Günter Deckert 1991 zog sich auch Schützinger aus der NPD zurück und gründete mit Mußgnug zusammen die Deutsche Liga für Volk und Heimat, deren geschäftsführender Bundessprecher er seit ihrer Gründung 1991 war. Weil sich die DLVH nur noch als politischer Verein (der jedoch sporadisch zu kommunalen Wahlen antritt) versteht, war Schützinger seit Anfang 2005 auch wieder in der NPD aktiv. Im 2019 hätte er für seine 40-Jährige Tätigkeit im Gemeinderat von Villingen-Schwenningen mit einem Verdienstabzeichen in Gold mit Lorbeerkranz geehrt werden sollen. Doch von der Ehrung wurde in Anbetracht auf seine Tätigkeit in der NPD abgesehen.
Außerdem war Schützinger Kreisvorsitzender des am 1. April 2005 wiedergegründeten NPD-Kreisverbandes Schwarzwald-Baar.
Bei den Landtagswahlen in Baden-Württemberg 2011 und 2016 trat er für seine Partei im Wahlkreis Villingen-Schwenningen an, verfehlte jedoch ein Mandat.

## Kreis- und Stadtrat
Ab 1980 bis zu seinem Tode im Februar 2024 war er als Mitglied des Gemeinderats des Oberzentrums Villingen-Schwenningen aktiv. Von 1984 bis 2019 war er zudem Mitglied des Kreistages des Schwarzwald-Baar-Kreises. Im Januar 2024 hatte er angekündigt, aus Altersgründen bei den Kommunalwahlen 2024 nicht wieder anzutreten und auch keine DLVH-Liste mehr aufzustellen; seine bisherigen Wähler rief er zur Wahl der AfD auf.
Nach seinem Tod rückte seine Witwe Reinhild Ufermann-Schützinger für die DLVH in den Gemeinderat Villingen-Schwenningen nach.